# Галлия и Франция
«Галлия и Франция» (фр. Gaule et France) — историческое сочинение французского писателя Александра Дюма-отца, впервые опубликованное в 1833 году.
Дюма описал историю Франции от древнейших времён, когда на территории страны появились галлы, до 1328 года, когда на французский престол взошёл первый король из династии Валуа Филипп VI (это событие стало прологом к Столетней войне с Англией). В эпилоге автор, опираясь на выведенный им закон исторического развития, заявил, что во Франции будет установлен республиканский строй. Пророчество сбылось спустя 15 лет, когда была свергнута «июльская монархия», и Дюма очень этим гордился. Заключительную часть эпилога он включил в предисловие к роману «Ожерелье королевы», опубликованному в 1849—1850 годах.
«Галлия и Франция» увидели свет в виде отдельной книги в парижском издательстве U. Canel в 1833 году. Дюма тогда был 31 год, он уже снискал известность как драматург (в том числе автор ряда исторических пьес), но ещё не начал писать романы. Эта книга во многом определила творческую эволюцию писателя.